# Torpille Mark 48
La torpille Mark 48 (Mark 48 torpedo en anglais) dans sa version originale comme dans sa version améliorée (Advanced Capability ou ADCAP) est une torpille lourde conçue pour être lancée à partir d'un sous-marin. Elle a été conçue pour l'attaque des sous-marins à propulsion nucléaire en eau profonde ou encore des navires rapides en surface.

## Histoire

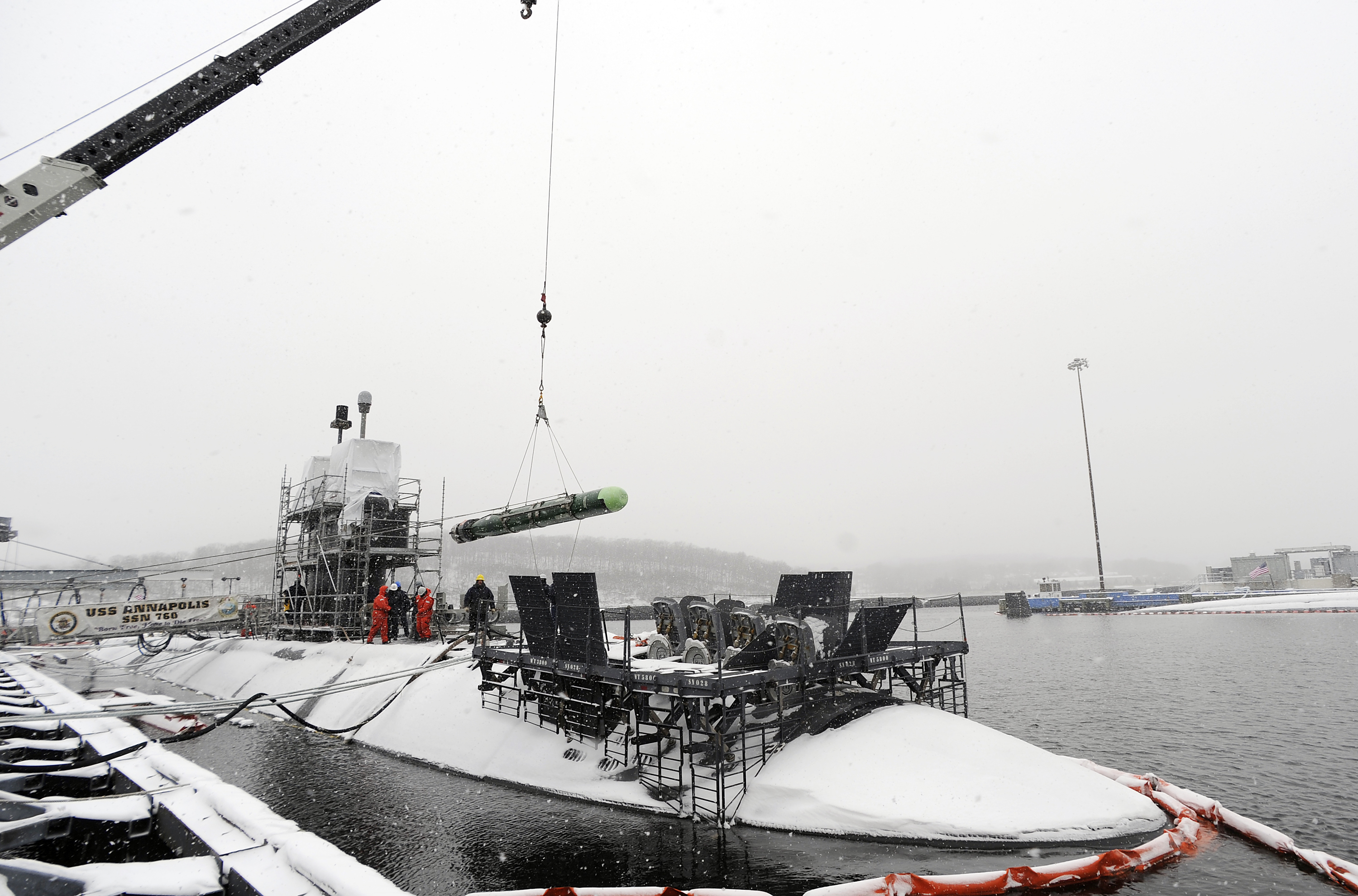
Une Mk 48 ADCAP embarquée à bord du USS Annapolis (SSN-760) en 2009.

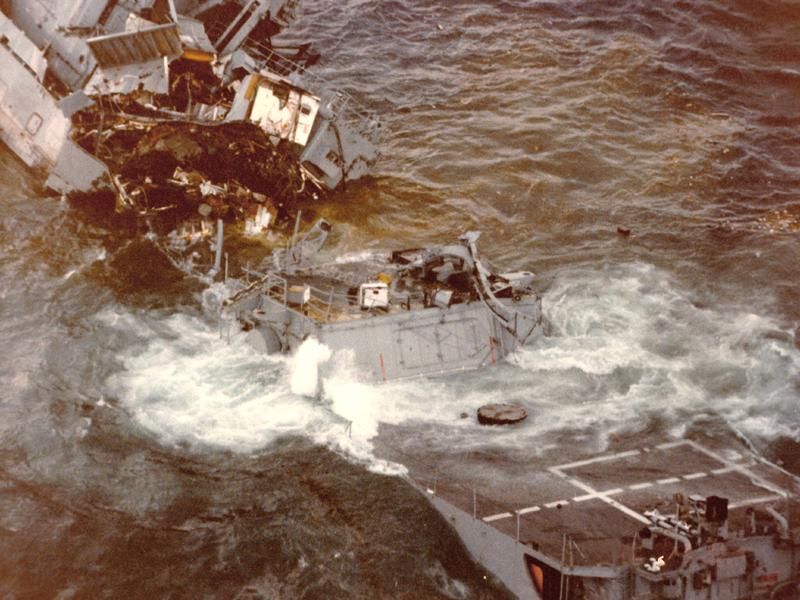
Le destroyer retiré du service USS Jonas Ingram (DD-938) après avoir été touché pour le premier tir réel d'une Mark 48 mod 5 ADCAP le 23 juillet 1988 lors d'un exercice.

La conception des torpilles Mark 48 remonte à 1963, avec comme objectif premier de ne pas être distancé par la technologie soviétique en termes de construction de sous-marins. Les études du premier modèle sont finalisées en 1967 par Gould Electronics (en) de Cleveland et le Naval Surface Warfare Center (en) de l'United States Navy.
Mises en service en 1972 après plusieurs campagnes d'essais et avoir été redessinées, elles ont remplacé les torpilles Mark 37 et les torpilles Mark 14 comme arme principale dans la marine américaine. Au début de 1980, plus de 1 900 torpilles de ce type ont été livrées à l'USN et on estime que plus de 800 étaient dans la ligne de production et d'approvisionnement.
La mise en service par la marine soviétique de la classe de sous-marins Alfa fera en sorte d'accélérer le programme d'amélioration des Mark 48 qui seront alors fortement modifiées afin d'améliorer leurs performances acoustiques et leurs composantes électroniques. Après avoir subi un nombre imposant de tests à partir de 1985, la production et la mise en service des Mark 48 mod-4 construites par Hughes Aircraft Company débute en 1988. En 1990, les Mark 48 mod 5 ADCAP (advance capabilities) sont mises en service et incorporent plusieurs améliorations techniques au niveau du sonar, des composantes de guidage et de contrôle entièrement numériques et de la propulsion.
L'inventaire en 2001 des Mark 48 aux États-Unis était de 1 046 torpilles mod 5, retirées du service en 2011, devant être remplacées par un nombre équivalent de mod 6 ACOT (Advanced Common Torpedo).
Elles furent améliorées à plusieurs reprises par la suite et en 2008 la marine américaine en collaboration avec la Royal Australian Navy effectuait des tests sur la Mk 48 mod 7 CBASS (Common Broadband Advanced Sonar System) dans l'océan Pacifique. Cette version utilise des ordinateurs à architecture ouverte modernes permettant d'intégrer plus facilement de nouvelles mises à jour matérielles et logicielles et la production en série de prêts-à-monter de transformation par Lockheed Martin démarre en 2016. En 2011, on prévoit que 1 263 torpilles soient modernisées à ce standard. Le budget de la défense des États-Unis 2017 prévoit la commande de 11 torpilles neuves et de 73 modifiées, celui pour 2018 la commande de 17 neuves et 79 modifiées.
En 2015, on prévoit une nouvelle version dont la production commencera en 2027.

## Caractéristiques
Les performances exactes étant classifiées, il s'agit donc ici d'estimations mises dans le tableau. Elle est propulsée par un moteur à pistons alimenté par un monergol, le fuel Otto 2 (de). La profondeur maximale est estimée à 800 m. Le cout unitaire des premières mod. 7 CBASS est de 3,8 millions de dollars en 2004.

## Utilisateurs
En 2016 :
- Royal Australian Navy
- Marine brésilienne
- Marine royale canadienne
- US Navy
- Marine royale néerlandaise

Futur opérateur :
- Marine de la république de Chine (Taïwan) : Demande acceptée en 2017 pour 46 Mk. 48 mod. 6AT pour un montant de 250 millions de dollars américains[10],[11]

Opérateur potentiel :
- Marine turque : Demande en mai 2014 pour 48 torpilles Mark 48 Mod 6[12]

## Dans la culture populaire
Le jeu vidéo en ligne Mk48.io, jeu de simulateur de navires de combat, utilise cette torpille pour équiper tous les sous-marins et navires de surface américains (comme le  Seawolf )à partir du niveau 6.

### Torpilles comparables
- Torpille Spearfish
- DM2A4
- Torpille Yu-6